# Géographie de l'Aquitaine

## Espaces naturels
La région est en partie recouverte par la plus grande forêt française, la forêt des Landes.

## Liste des sommets

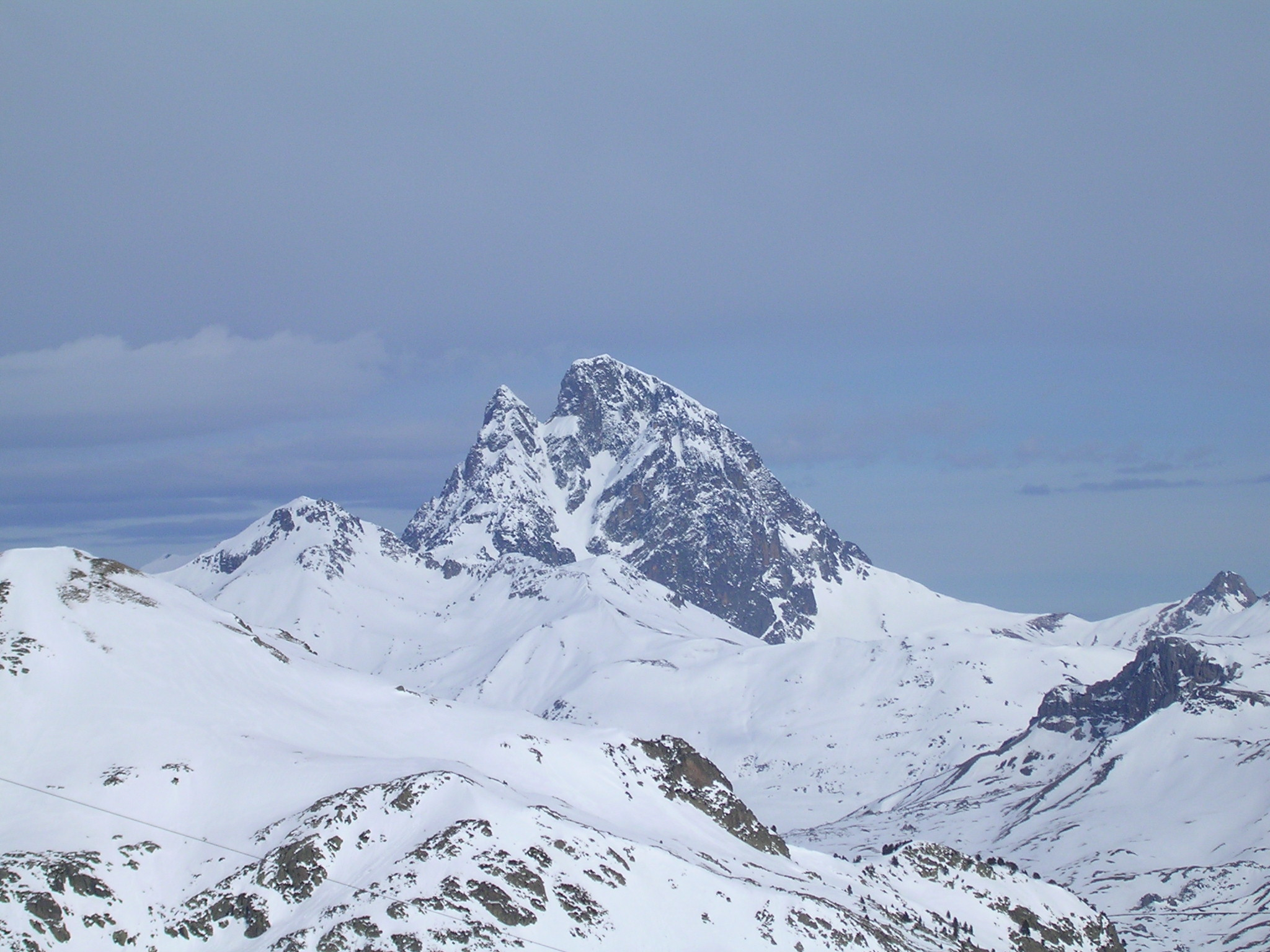
Pic du Midi d'Ossau en hiver

- - du plus grand au plus petit
- Pic Palas 2 974 m
- Pic du Midi d'Ossau 2 884 m

- Pic d'Arriel 2 824 m
- Pic de Ger 2 613 m
- Pic de Sesques 2 606 m
- Pic d'Anie 2 504 m
- Pic d'Ansabère 2 377 m
- Pic du Soumcouy 2 315 m
- Pic d'Orhy 2 017 m
- Pic Montagnon 1 973 m
- La Rhune 900 m

- - d'Est en Ouest (en cours d'ébauche)
- Pic de Ger
- Pic des Tourettes
- Pic du Midi d'Ossau
- Pic de Sesques
- Pic d'Anie
- Pic d'Ansabère
- Table des Trois Rois
- Pic du Soumcouy
- Pic d'Orhy
- Iparla
- Mont Baïgura
- Mont Ursuya
- Artzamendi
- Mondarrain
- La Rhune

## Liste des cols

### Cols duPays basque français
- Col d'Ibardin
- Col de Pinodieta
- Col de Lizarrieta
- Col d'Urquiaga
- Col de Roncevaux
- Col de Burdincurutcheta
- Col Bagargui
- Col d'Osquich
- Col d'Aphanize
- Port de Larrau

### Cols de lavallée de Barétous
- Col de la Pierre Saint-Martin

### Cols de lavallée d'Aspe
- Col du Somport
- Col de Marie-Blanque

## Cols de lavallée d'Ossau
- Col du Pourtalet
- Col de l'Aubisque

## Liste des cours d'eau

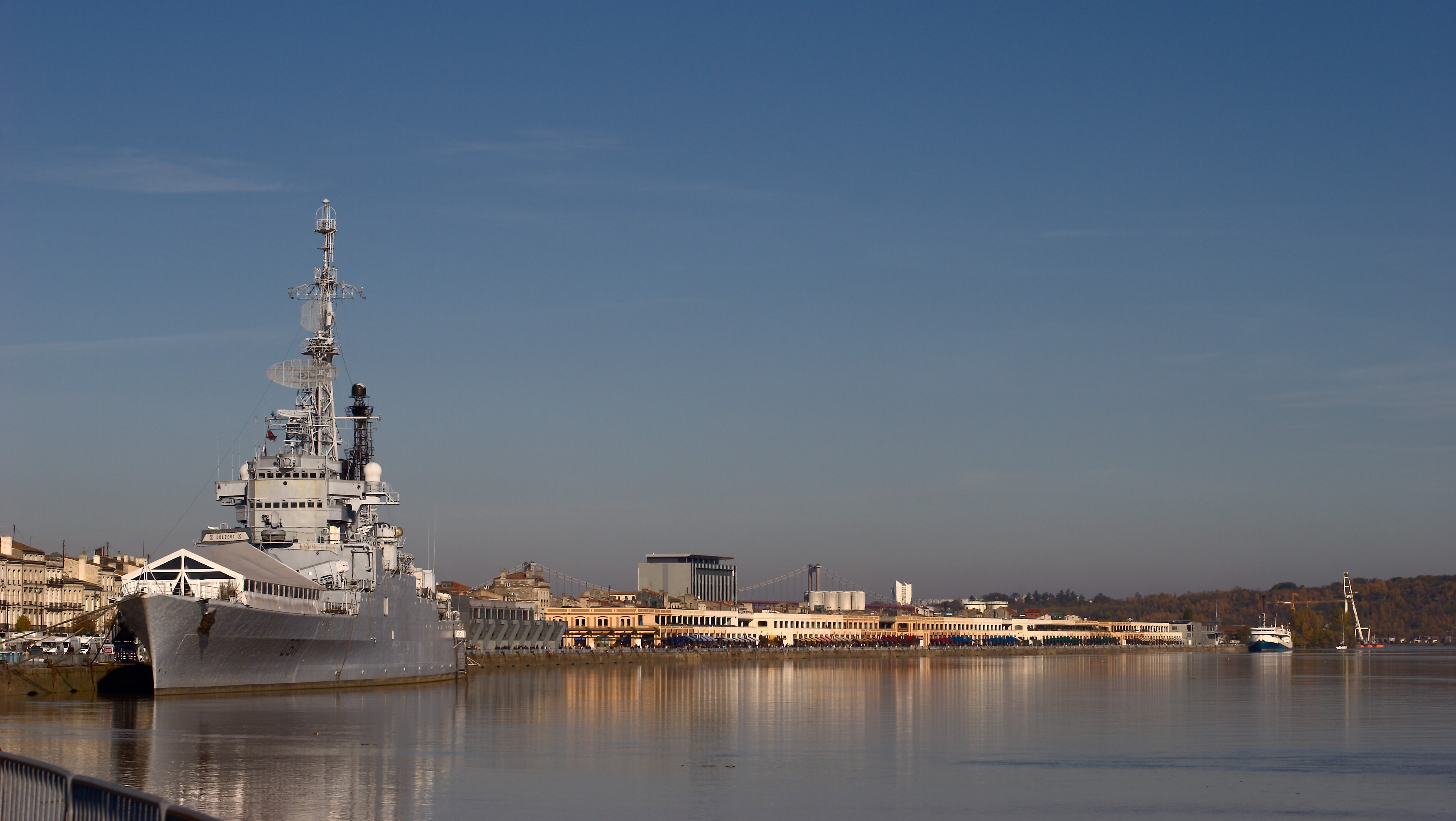
Garonne à Bordeaux

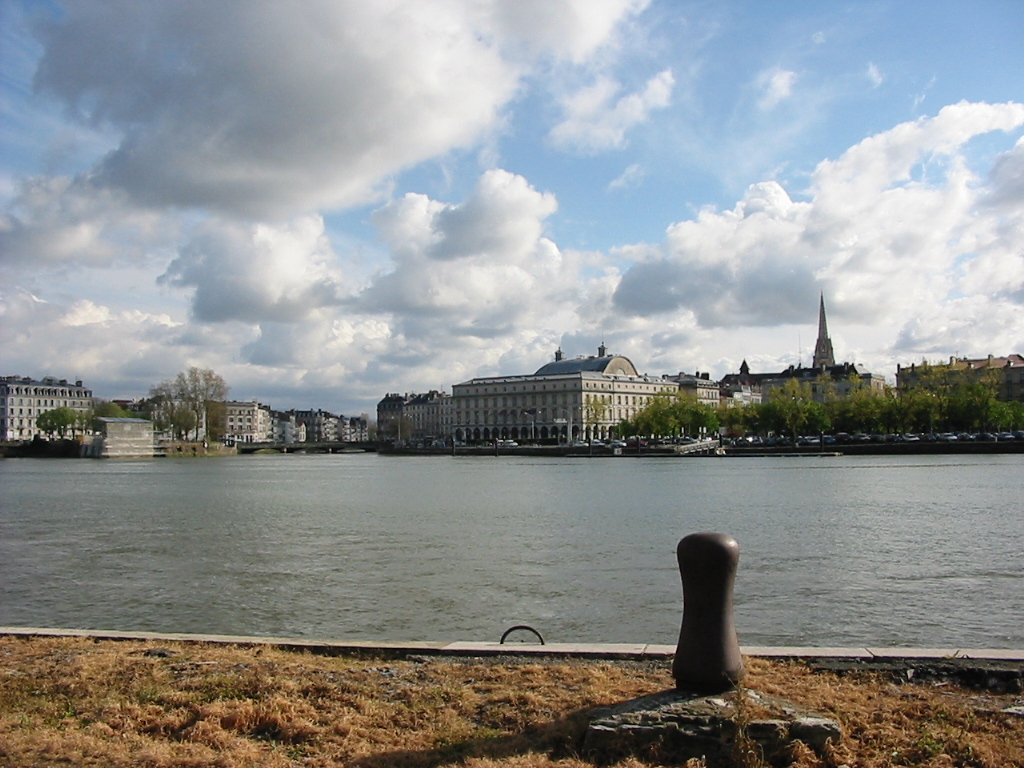
L'Adour à Bayonne

### Fleuves
- Garonne, fleuve français qui coule sur 647 km
- Dordogne, fleuve français qui coule sur 483 km
- Adour 335 km, fleuve du sud-ouest (Bassin Adour-Garonne)
- Leyre ou Eyre, 100 km, fleuve côtier des Landes de Gascogne
- Boudigau fleuve côtier (département des Landes)
- Bidassoa 70 km, fleuve côtier basque
- Nivelle 45 km, fleuve côtier
- Ouhabia, fleuve côtier
- Untxin, fleuve côtier

### Rivières
- affluents de la Garonne
  - la Dordogne affluent de la Garonne
  - la Séoune 61 km, affluent de la Garonne
  - le Gers 178 km, affluent de la Garonne
  - la Baïse, affluent de la Garonne
  - le Lot, affluent de la Garonne
  - le Dropt, affluent de la Garonne
  - le Ciron, affluent de la Garonne
  - le Gat mort, affluent de la Garonne
  - la Devèze, affluent de la Garonne
  - la Jalle de Blanquefort, affluent de la Garonne

- affluents de la Baïse
  - la Gélise 92 km, affluent de la Baïse
  - la Petite Baïse 75 km, affluent de la Baïse

- affluents de la Dordogne
  - la Vézère 211 km, affluent de la Dordogne
  - l'Isle 255 km, affluent de la Dordogne

- affluents de l'Isle
  - l'Auvézère affluent de l'Isle
  - le Vern affluent de l'Isle
  - la Beauronne affluent de l'Isle
  - la Crempse affluent de l'Isle
  - la Duche affluent de l'Isle
  - la Dronne 188 km, affluent de l'Isle

- affluents de la Leyre

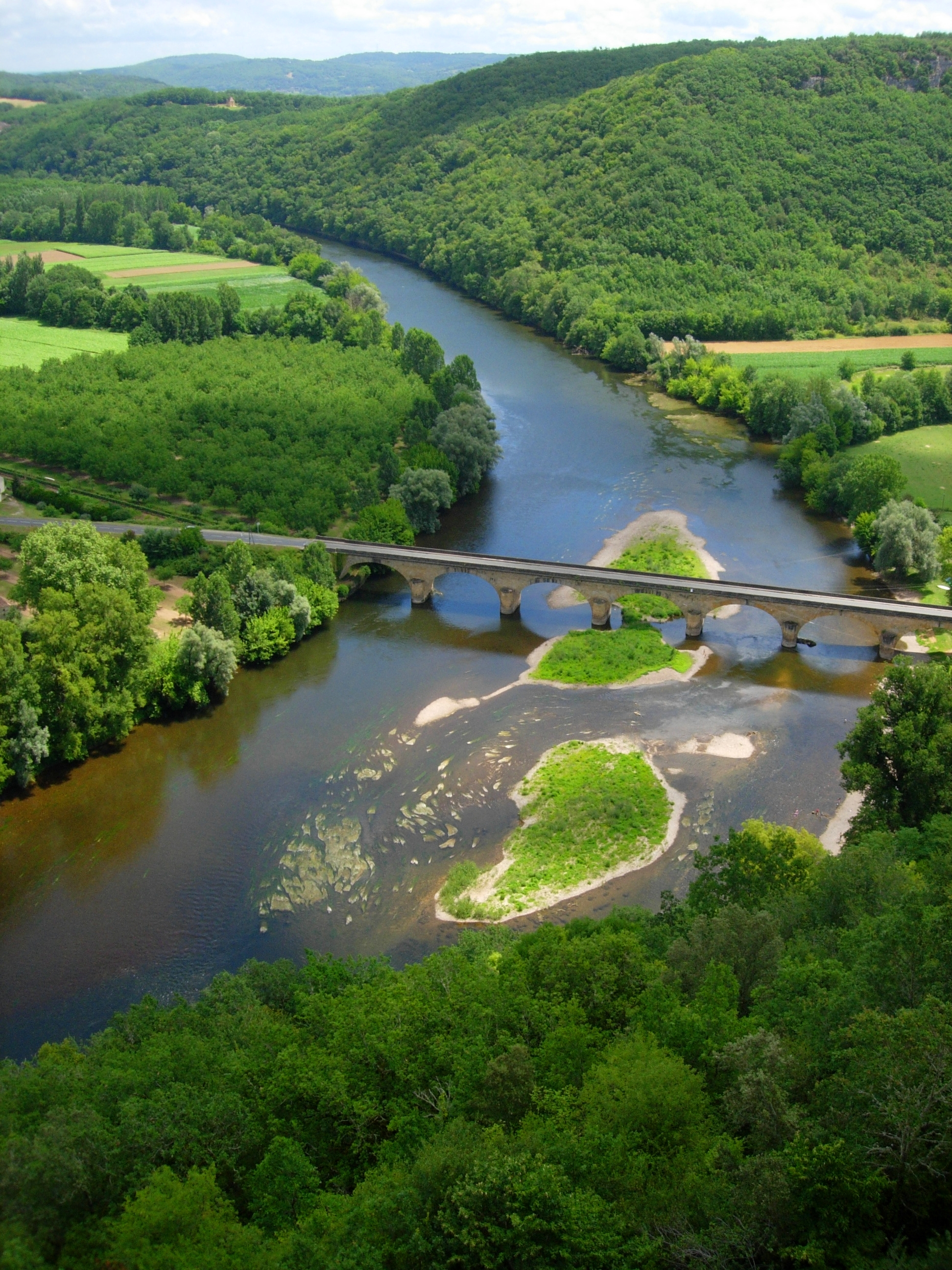
La Dordogne dans le Périgord noir à Castelnaud-la-Chapelle

  - Petite Leyre affluent de la Leyre
  - Grande Leyre affluent de la Leyre

- affluents du Boudigau
  - Bourret affluent du Boudigau

- affluents de l'Adour
  - la Midouze 297 km, affluent de l'Adour
  - le Luy affluent de l'Adour
  - Gave de Pau 180 km, affluent de l'Adour
  - Gabas 107 km, affluent de l'Adour
  - Bidouze 80 km, affluent de l'Adour
  - Nive 78 km, affluent de l'Adour
  - Joyeuse 32 km, affluent de l'Adour
  - Ardanavia 24 km, affluent de l'Adour
  - Gaves réunis, affluent de l'Adour, autre nom du gave de Pau, une fois uni au gave d'Oloron.

L'Adour à Aire-sur-l'Adour
- affluents de la Midouze
  - Midou
  - Douze

- affluents du Luy (affluent de l'Adour à son tour)
  - Luy de France 80 km, affluent du Luy
  - Luy de Béarn 70 km, affluent du Luy

- affluents du gave de Pau
  - Gave d'Oloron 120 km, affluent du gave de Pau
  - Laà, affluent du gave de Pau
  - Las Hies 21 km, affluent du gave de Pau
  - Néez, affluent du gave de Pau
  - Ousse 30 km, affluent du gave de Pau
  - Ouzoum 30 km, affluent du gave de Pau
  - Bées, affluent du gave de Pau
  - Gest, affluent du gave de Pau

- affluents du gave d'Oloron
  - Gave d'Aspe 48 km, affluent du gave d'Oloron
  - Gave d'Ossau 48,5 km, affluent du gave d'Oloron
  - Saison, affluent du gave d'Oloron

- affluents du gave d'Ossau
  - Gave du Valentin, affluent du gave d'Ossau
  - Gave de Soussouéou, affluent du gave d'Ossau
  - Gée, affluent du gave d'Ossau
  - Soude, affluent du gave d'Ossau
  - Canceigt, affluent du gave d'Ossau

- affluents du gave d'Aspe
  - Gave de Broussette, affluent du gave d'Aspe
  - Gave de Lescun, affluent du gave d'Aspe

- affluents de la Nive
  - Orion, affluent de la Nive
  - Esterenguibel, affluent de la Nive
  - Laurhibar ou Nive de Laurhibar, affluent de la Nive
  - Petite Nive ou Nive d'Arnéguy, affluent de la Nive

- affluent de la Nivelle
  - Sare, affluent de la Nivelle

## Liste des Lacs

### Lacs de plaine
- lac de Cazaux-Sanguinet (5600 hm),
- étang de Carcans-Hourtin (3630 hm),
- lac de Biscarrosse (3450 hm),
- étang de Lacanau (1970 hm),
- étang d'Aureilhan (660hm),
- lac de Soustons (650hm),
- étang de Léon (600hm),
- lac d'Hossegor (600hm),
- étang d'Hostens (300hm),
- plan d'eau de Temple-sur-Lot (100 hm),
- lac d'Orthez (30hm)

### Lacs de laVallée d'Aspe
- Lac de Lhurs
- Lac d'Ansabère
- Lac d'Ourbiette
- Lac d'Arlet
- Puits d'Arious
- Lac du Peilhou
- Lac d'Anglus
- Lac d'Estaens

### Lacs de laVallée d'Ossau
- Lac de Castet
- Lac du Montagnon
- Lac d'Isabe
- Lac d'Er
- Lac d'Aule
- Barrage de Bious-Artigues
- Lacs d'Ayous
- Lac du Mey
- Lac Gentau
- Lac Bersau
- Lac Castérau
- Lac Paradis
- Plaa de las Baques
- Lac de Peyreget
- Lac du col de Peyreget
- Lac de Pombie
- Barrage de Fabrèges
- Lac du Lurien
- Lac de Labachotte
- Lacs d'Ormélias
- Lac de l'Ours
- Lacs Milhas
- Lac d'Artouste
- Lacs de Batboucou
- Lacs de Carnau
- Lacs d'Estibère
- Laquets d'Arrémoulit
- Lacs d'Arrémoulit
- Lac du Palas
- Lac d'Arrious
- Lac d'Anglas
- Lac d'Uzious
- Lac du Lavedan
- Lac de Louesque
- Lacs du Plaa de Segouné
- Lacs de la Cinda Blanque
  - voir liste des lacs des Pyrénées